# 峨眉翠雀花
峨眉翠雀花（学名：Delphinium omeiense）是毛茛科翠雀属的植物，是中国的特有植物。分布于中国大陆的四川等地，生长于海拔2,500米至3,300米的地区，多生于山地草坡或林中，目前尚未由人工引种栽培。

## 别名
峨山草乌（四川）

## 异名
- Delphinium omeiense W. T. Wang var. micranthum G. F. Tao
- Delphinium omeiense W. T. Wang var. pubescens W. T. Wang